# جون بروكس (لاعب قفز طويل)
جون بروكس (بالإنجليزية: John Brooks)‏ هو لاعب قفز طويل أمريكي، ولد في 31 يوليو 1910 في فيداليا في الولايات المتحدة، وتوفي في 9 أكتوبر 1990 في شيكاغو في الولايات المتحدة.

## وصلات خارجية
- جون بروكس على موقع أوليمبيديا (الإنجليزية)